# Vérificateur général du Canada
Ne doit pas être confondu avec Vérificateur général de Montréal ou Vérificateur général du Québec.
Le vérificateur général du Canada (anglais : Auditor General of Canada) est la personne chargée de contrôler la gestion financière du gouvernement fédéral du Canada.
Le vérificateur général est un haut dignitaire fédéral, dont la nomination dépend de l'agrément du Parlement. Son mandat est long : dix ans.  
Il adresse ses rapports directement au Parlement et est indépendant du gouvernement en place.

## Histoire
Après la naissance du Canada moderne en 1867 — la Confédération canadienne - la fonction de vérification est assurée par le sous-ministre des Finances. 
En 1878, John Lorn McDougall, ancien député, est nommé premier vérificateur général, indépendant du gouvernement fédéral. À cette époque, les rapports du vérificateur général détaillent l'ensemble des opérations du gouvernement fédéral. Le vérificateur est d'ailleurs charger d'approuver ou refuser l'émission de chèques du gouvernement.
En 1931, le poste de contrôleur fédéral du Trésor est créé, chargé d'émettre les chèques : le vérificateur n'est plus alors chargé que de vérifier l'utilisation des fonds par les services fédéraux.
À partir des années 1950, le service du vérificateur général commence à signaler les « paiements improductifs », c'est-à-dire les dépenses qui sont  légales mais qui ont été jugées non efficaces. 
Une nouvelle loi sur le vérificateur général, en 1977, confirme au vérificateur général ce rôle d'examen de la gestion des affaires publiques par le gouvernement fédéral, tout en affirmant le principe selon lequel il ne commente pas la politique du gouvernement mais sa mise en œuvre.
En 1995, le vérificateur général reçoit en outre un mandat relatif au développement durable avec la création, au sein du service du vérificateur général, d'un poste de commissaire à l’environnement et au développement durable.

## Nomination
Le vérificateur général du Canada est nommé par le gouverneur général après consultation des partis politiques et approbation de chacune des chambres du Parlement. Du fait de la responsabilité parlementaire, cela signifie que le vérificateur général est en fait proposé par le Premier ministre.
Le vérificateur général est nommé pour un mandat de 10 ans non renouvelable. Il ne peut être révoqué par le gouverneur général que sur résolution des deux chambres du Parlement.

## Attributions
Le vérificateur général est le vérificateur des comptes fédéraux du Canada. Il est chargé d'auditer les ministères et agences du gouvernement fédéral, la plupart des sociétés d'État et d'autres organismes fédéraux. 
Il rend chaque année un rapport à la Chambres des communes, dans lequel il doit indiquer si :
- les comptes n'ont pas été tenus de manière fidèle et régulière ;
- les règles et les procédures n'ont pas été suffisantes pour contrôler et sauvegarder les biens et deniers publics ;
- de l'argent a été dépensé à d'autres fins que celles prévues par le Parlement ;
- de l'argent a été dépensé sans soucis d'économie ou d'efficience ;
- les procédures n'ont pas été suffisantes pour vérifier l'efficacité des sommes dépensées ;
- de l'argent a été dépensé sans égard pour l'effet de ces dépenses sur l'environnement.

Il peut en outre mener des enquêtes et adresser des rapports spéciaux à la Chambre des Communes sur un sujet urgent, s'il le juge nécessaire. 
Le vérificateur général du Canada est également vérificateur pour les gouvernements des Territoires du Nunavut, du Nord-Ouest et du Yukon. Ses rapports sur les territoires sont adressés directement aux assemblées législatives concernées.

## Développement durable
Depuis 1995, le vérificateur général nomme un commissaire fédéral à l'environnement et au développement durable pour un mandat de sept ans. Il est chargé, par ses audits et rapports, de fournir au Parlement des analyses sur les efforts du gouvernement fédéral en matière de protection de l'environnement et de développement durable.
À partir de 2007, le commissaire est outre chargé de préparer tous les deux ans un rapport sur la mise en œuvre du protocole de Kyoto par le Canada. Toutefois, le Canada s'est retiré du protocole en 2012 et le commissaire n'a depuis plus à présenter de rapports sur le sujet.